# Дахла — Уед-ед-Дагаб
Дахла — Уед-ед-Дагаб (араб. الداخلة - وادي الذهب  ; бербер. ⴷⴷⴰⵅⵍⴰ ⴰⵙⵉⴼ ⵏ ⵡⵓⵕⵖ) — один із дванадцяти регіонів Марокко. Повністю розташований на спірній території Західної Сахари та частково контролюється Сахарською Арабською Демократичною Республікою. Адміністративний центр — місто Дахла.

## Назва
Назва регіону Дахла — Уед-ед-Дагаб складається з двох частин. Перша походить від назви найбільшого міста, Дахли. Друга частина, Уед-ед-Дагаб є арабським перекладом іспанської назви історичної області Ріо-де-Оро, що колись входила до Іспанської Сахари. Ріо-де-Оро, зі свого боку, перекладається як «золота річка».

## Основні дані
Регіон був утворений у вересні 2015 року. До територіальної реформи він називався Уед-ед-Дагаб — Лагвіра (араб. وادي الذهب لكويرة). До складу регіону входять усього дві провінції.
Регіон поділяється на дві частини Марокканською стіною. Більшу його частину, на захід від стіни, контролює Марокко. Східна частина знаходиться під контролем Сахарської Арабської Демократичної Республіки. 
До того ж, найпівденніше місто регіону, Лагвіра, контролюється Мавританією, хоча не входить до складу її території.
Фронт Полісаріо вважає увесь регіон частиною Сахарської Арабської Демократичної Республіки (САДР). Організація Об'єднаних Націй та більшість країн не визнають ані марокканського суверенітету над цим регіоном, ані самопроголошеної САДР.

## Географія
Регіон Дахла — Уед-ед-Дагаб є найпівденнішим з дванадцяти регіонів Марокко. На півночі він межує з іншим регіоном королівства, Ель-Аюн — Сагія-ель-Хамрою. На сході та на півдні — з Мавританією, а на заході омивається Атлантичним океаном.